# Symbolický výpočet
Symbolický výpočet či algebraický výpočet je označení takových počítačových výpočtů, které se snaží nalézt výsledek úpravami matematických rovnic, tedy pracují se matematickými symboly. Jedná se o protiklad numerických výpočtů, při kterých se počítač snaží nalézt (obvykle přibližné) řešení rovnice pouze pro konkrétní číselné zadání pomocí aproximací úpravou parametrů.
Počítačové programy provádějící algebraické výpočty se označují termínem počítačový algebraický systém a mezi nejznámější příklady takových programů patří Mathematica a Maxima.